# Élections municipales de 1977 à Paris
Pour la première fois depuis la Révolution française de 1789 des élections municipales visant à choisir le maire de Paris ont eu lieu. Les élections antérieures — si on laisse de côté les élections municipales du 26 mars 1871 à Paris ayant instauré le Conseil de la Commune — étaient limitées aux conseillers de Paris, le maire et les maires d'arrondissement étant nommés.
Ces élections ont vu s'opposer notamment une liste RPR menée par Jacques Chirac, une liste d'Union de la Gauche par Henri Fiszbin, une liste Verts et une liste des Républicains indépendants menée par Michel d'Ornano.

## Contexte

### Environnement juridique
La situation juridique de Paris était toujours régie par la loi du 14 avril 1871, le préfet étant l'organe exécutif du département de Paris. Dans les faits, suivant l'esprit de la loi du 28 pluviôse an VIII qui déterminait le statut de Paris, l'administration était représentée par un préfet, la police aussi, le gouvernement nommait les maires d'arrondissement. Sous la Troisième République, il existait une assemblée sans pouvoirs réels de 80 membres élus dans les 80 quartiers administratifs (4 par arrondissement), le conseil municipal de Paris, coexistant avec le conseil général de la Seine. À la tête de chaque arrondissement, un maire et ses adjoints sont nommés par le président de la République. Le conseil municipal élit son président, avec un rôle purement honorifique.
Avec la réorganisation de la région parisienne dans les années 1960, le conseil municipal de Paris et le conseil général de la Seine sont remplacés par le Conseil de Paris, qui exerce à la fois les compétences d'un conseil municipal et celles d'un conseil général. Celui-ci est mis en place au 1er janvier 1968.
Le 31 décembre 1975, après plusieurs propositions de loi depuis 1973 et une année de travaux préparatoires et de débats, est votée la loi modifiant le régime de la ville de Paris. Paris est alors dotée d'un double exécutif : le maire et le préfet, ce dernier ayant pouvoir de police. Les conseillers, au nombre de 109, sont élus au suffrage universel direct dans chaque arrondissement, puis élisent le maire. Le Conseil de Paris conserve son double rôle de conseil municipal et de conseil général. Dans chaque arrondissement est formée une commission d'arrondissement, composée, à parts égales, des conseillers élus dans cet arrondissement, d'officiers municipaux nommés par le maire et de membres élus par le Conseil de Paris parmi les personnalités ou représentants locaux. Ces commissions se réunissent dans la mairie de l'arrondissement qui devient une mairie annexe, mais sans maire d'arrondissement.

## Déroulement

### Organisation
Pour cette première élection municipale depuis la loi du 31 décembre 1975, les 20 arrondissements de la capitale sont divisés en 18 secteurs de vote. Chaque arrondissement forme un secteur municipal, à l'exception des 1er et 4e arrondissements, d'une part, et des 2e et 3e arrondissements, d'autre part, qui forment respectivement les 1er et 2e secteurs.

### Candidats
Michel d'Ornano s'est déclaré candidat à l'élection comme maire de Paris le 12 novembre 1976, avec l'aval de Valéry Giscard d'Estaing, alors président de la République. Jacques Chirac avait quitté le poste de Premier ministre en juillet et s'apprêtait à lancer le RPR, et ce n'est qu'en janvier 1977, que, poussé par Marie-France Garaud et Pierre Juillet, il se porte candidat, divisant alors la droite parisienne.
Reflet d'une grande diversité de courants, entre quatre et six listes de droite s'opposent dans chaque secteur à celles présentées par la gauche unie menées par Henri Fiszbin (PCF) et celles des écologistes, qui sont menées par Brice Lalonde.

## Résultats

### Résultats par liste
|                          |                          |                          | Premier tour 13 mars 1977 | Premier tour 13 mars 1977 | Second tour 20 mars 1977 | Second tour 20 mars 1977 |
| ------------------------ | ------------------------ | ------------------------ | ------------------------- | ------------------------- | ------------------------ | ------------------------ |
| Inscrits                 | Inscrits                 | Inscrits                 | 1 276 872                 |                           | 1 232 693                |                          |
| Abstentions              | Abstentions              | Abstentions              | 413 231                   | 32,36 %                   | 402 770                  | 32,67 %                  |
| Votants                  | Votants                  | Votants                  | 863 641                   | 67,64 %                   | 829 923                  | 67,33 %                  |
|                          |                          |                          |                           |                           |                          |                          |
| Bulletins enregistrés    | Bulletins enregistrés    | Bulletins enregistrés    | 863 641                   |                           | 829 923                  |                          |
| Bulletins blancs ou nuls | Bulletins blancs ou nuls | Bulletins blancs ou nuls | 12 220                    | 1,41 %                    | 32 694                   | 3,94 %                   |
| Suffrages exprimés       | Suffrages exprimés       | Suffrages exprimés       | 851 421                   | 98,59 %                   | 797 229                  | 96,06 %                  |
|                          |                          |                          |                           |                           |                          |                          |
|                          | Candidat                 | Parti                    | Suffrages                 | Pourcentage               | Suffrages                | Pourcentage              |
|                          | Henri Fiszbin            | PCF – PS – MRG           | 273 306                   | 32,1 %                    | 292 583                  | 36,7 %                   |
|                          | Jacques Chirac           | RPR                      | 223 072                   | 26,2 %                    | 394 628                  | 49,5 %                   |
|                          | Michel d'Ornano          | RI – CDS                 | 187 313                   | 22 %                      | 110 018                  | 13,8 %                   |
|                          | Brice Lalonde            | Paris-Écologie           | 85 994                    | 10,1 %                    |                          |                          |
|                          | NC                       | Extrême gauche           | 24 691                    | 2,9 %                     |                          |                          |
|                          | Michel Jobert            | MDD                      | 19 583                    | 2,3 %                     |                          |                          |
|                          | Jean-Marie Le Pen        | FN                       | 15 326                    | 1,8 %                     |                          |                          |
|                          | Autres candidats         | -                        | 22 136                    | 2,6 %                     |                          |                          |

### Résultats détaillés
Dès le premier tour, les listes conduites par Jacques Chirac devancent celles de Michel d'Ornano dans 11 des 17 secteurs ; dans le 5e secteur (7e arrondissement), la majorité présentait une liste unique. 
Après le second tour, Jacques Chirac remporte 54 sièges de conseillers sur 109, la gauche en obtient 40 et les giscardiens en ont 15. La gauche arrive en tête des suffrages exprimés dans six arrondissements (3e, 11e, 13e, 18e, 19e et 20e), la droite dans les 14 autres. Le succès de la droite tient au fait que, mis à part les secteurs remportés par la gauche et ceux où elle est très majoritaire, il ne reste que trois secteurs où les scores sont voisins et si 2 884 électeurs (soit 0,2 % du corps électoral) avaient voté pour le candidat de gauche au lieu de voter pour le candidat de droite (1 222 du secteur 1 + 602 du secteur 8 + 1060 du secteur 10), alors la droite aurait tout de même eu la majorité avec 55 conseillers et la gauche 54.

#### Sommaire des résultats
| Secteur | Arrdts    | Conseillers | Droite | Gauche | Liste majoritaire         | Parti | Parti |
| ------- | --------- | ----------- | ------ | ------ | ------------------------- | ----- | ----- |
| Paris   | Paris     | 109         | 65     | 44     | Jacques Chirac            |       | RPR   |
|         |           |             |        |        |                           |       |       |
| 1er     | 1er et 4e | 4           | 12 977 | 10 536 | Pierre-Charles Krieg      |       | RPR   |
| 2e      | 2e et 3e  | 4           | 11 711 | 12 576 | Georges Dayan             |       | PS    |
| 3e      | 5e        | 4           | 16 099 | 12 436 | Jean Tiberi               |       | RPR   |
| 4e      | 6e        | 4           | 13 932 | 8 493  | Pierre Bas                |       | RPR   |
| 5e      | 7e        | 4           | 19 000 | 6 394  | Édouard Frédéric-Dupont   |       | RI    |
| 6e      | 8e        | 4           | 12 297 |        | Maurice Couve de Murville |       | RPR   |
| 7e      | 9e        | 4           | 15 218 | 9 408  | Gabriel Kaspereit         |       | RPR   |
| 8e      | 10e       | 4           | 17 400 | 16 197 | Claude-Gérard Marcus      |       | RPR   |
| 9e      | 11e       | 7           | 26 172 | 29 910 | Georges Sarre             |       | PS    |
| 10e     | 12e       | 6           | 30 290 | 28 172 | Pierre de Bénouville      |       | DVD   |
| 11e     | 13e       | 7           | 26 725 | 35 467 | Gisèle Moreau             |       | PCF   |
| 12e     | 14e       | 7           | 29 337 | 28 279 | Christian de La Malène    |       | RPR   |
| 13e     | 15e       | 11          | 51 072 | 37 930 | Nicole de Hauteclocque    |       | RPR   |
| 14e     | 16e       | 9           | 45 748 |        | Georges Mesmin            |       | CDS   |
| 15e     | 17e       | 8           | 44 610 | 23 661 | Philippe Lafay            |       | RPR   |
| 16e     | 18e       | 9           | 37 254 | 41 093 | Louis Baillot             |       | PCF   |
| 17e     | 19e       | 6           | 26 512 | 28 386 | Henri Fiszbin             |       | PCF   |
| 18e     | 20e       | 7           | 26 981 | 36 058 | Henri Meillat             |       | PCF   |

#### 1ersecteur (1eret4earrondissements)
| Tête de liste | Tête de liste            | Liste             | Premier tour | Premier tour | Second tour | Second tour | Élus |
| Tête de liste | Tête de liste            | Liste             | Voix         | %            | Voix        | %           | CP   |
| ------------- | ------------------------ | ----------------- | ------------ | ------------ | ----------- | ----------- | ---- |
|               | Marie-Thérèse Bidjeck    | PCF (PS)          | 7 084        | 30,18        | 10 536      | 44,82       | 0    |
|               | Pierre-Charles Krieg élu | RPR               | 6 559        | 27,94        | 12 970      | 55,18       | 4    |
|               | Yves Galland             | PRV (RI)          | 5 315        | 22,64        |             |             |      |
|               | M. Delarue               | Divers écologiste | 2 617        | 11,15        |             |             |      |
|               | M. Rousseau              | Extrême gauche    | 778          | 3,31         |             |             |      |
|               | M. Chastaing             | MDD               | 390          | 1,66         |             |             |      |
|               | M. de La Souchère        | FN                | 376          | 1,60         |             |             |      |
|               | M. Baudron               | Divers            | 229          | 0,98         |             |             |      |
|               | M. O'Driscoll            | Divers            | 127          | 0,54         |             |             |      |
|               |                          |                   |              |              |             |             |      |
| Inscrits      | Inscrits                 | Inscrits          | 36 015       | 100,00       | 36 026      | 100,00      | 4    |
| Exprimés      | Exprimés                 | Exprimés          | 23 505       |              | 23 506      |             |      |

#### 2esecteur (2eet3earrondissements)
| Tête de liste | Tête de liste     | Liste             | Premier tour | Premier tour | Second tour | Second tour | Élus |
| Tête de liste | Tête de liste     | Liste             | Voix         | %            | Voix        | %           | CP   |
| ------------- | ----------------- | ----------------- | ------------ | ------------ | ----------- | ----------- | ---- |
|               | Georges Dayan élu | PS (PCF, FRP)     | 8 785        | 37,38        | 12 576      | 51,78       | 4    |
|               | Jacques Dominati  | RI                | 7 777        | 33,09        | 11 711      | 48,22       | 0    |
|               | Nicole Chouraqui  | PRV (RPR)         | 2 947        | 12,54        |             |             |      |
|               | Mme Maurice       | Divers écologiste | 2 271        | 9,66         |             |             |      |
|               | Mlle Allain       | Extrême gauche    | 698          | 2,97         |             |             |      |
|               | M. Gripari        | FN                | 404          | 1,72         |             |             |      |
|               | M. Mathelot       | MDD               | 379          | 1,61         |             |             |      |
|               | M. Cohen          | Divers            | 161          | 0,69         |             |             |      |
|               | M. Giraud         | Divers            | 78           | 0,33         |             |             |      |
|               | Mlle Fossorier    | Divers            | 0            | 0,00         |             |             |      |
|               |                   |                   |              |              |             |             |      |
| Inscrits      | Inscrits          | Inscrits          | 38 116       | 100,00       | 36 026      | 100,00      | 4    |
| Exprimés      | Exprimés          | Exprimés          | 23 500       |              | 24 287      |             |      |

#### 3esecteur (5earrondissement)
| Tête de liste | Tête de liste      | Liste             | Premier tour | Premier tour | Second tour | Second tour | Élus |
| Tête de liste | Tête de liste      | Liste             | Voix         | %            | Voix        | %           | CP   |
| ------------- | ------------------ | ----------------- | ------------ | ------------ | ----------- | ----------- | ---- |
|               | Jacques Chirac élu | RPR               | 11 196       | 37,77        | 16 099      | 56,42       | 4    |
|               | Cécile Goldet      | PS (PCF)          | 8 222        | 27,74        | 12 436      | 43,58       | 0    |
|               | Mme Jungers        | RI                | 4 179        | 14,10        |             |             |      |
|               | Brice Lalonde      | Divers écologiste | 4 107        | 13,86        |             |             |      |
|               | M. Malifaud        | Extrême gauche    | 626          | 2,11         |             |             |      |
|               | Mlle Charpentier   | MDD               | 469          | 1,58         |             |             |      |
|               | François Duprat    | FN                | 317          | 1,07         |             |             |      |
|               | M. Dupont          | Divers            | 238          | 0,80         |             |             |      |
|               | Mme Chaleyat       | Divers            | 236          | 0,80         |             |             |      |
|               | M. Coustnoble      | Divers            | 51           | 0,17         |             |             |      |
|               |                    |                   |              |              |             |             |      |
| Inscrits      | Inscrits           | Inscrits          | 44 261       | 100,00       | 44 261      | 100,00      | 4    |
| Exprimés      | Exprimés           | Exprimés          | 29 641       |              | 28 535      |             |      |

#### 4esecteur (6earrondissement)
| Tête de liste | Tête de liste  | Liste             | Premier tour | Premier tour | Second tour | Second tour | Élus |
| Tête de liste | Tête de liste  | Liste             | Voix         | %            | Voix        | %           | CP   |
| ------------- | -------------- | ----------------- | ------------ | ------------ | ----------- | ----------- | ---- |
|               | Pierre Bas élu | RPR               | 8 508        | 36,37        | 13 932      | 62,13       | 4    |
|               | Alain Barrau   | PS (PCF)          | 5 215        | 22,29        | 8 493       | 37,87       | 0    |
|               | M. Saint-Marc  | CDS (RI)          | 5 069        | 21,67        |             |             |      |
|               | M. Hervé       | Divers écologiste | 3 235        | 13,83        |             |             |      |
|               | Angelo Alterio | MDD               | 476          | 2,03         |             |             |      |
|               | M. Ajzenberg   | Extrême gauche    | 444          | 1,90         |             |             |      |
|               | M. Duclos      | FN                | 356          | 1,52         |             |             |      |
|               | M. Aumont      | Divers            | 88           | 0,38         |             |             |      |
|               |                |                   |              |              |             |             |      |
| Inscrits      | Inscrits       | Inscrits          | 36 850       | 100,00       | 36 851      | 100,00      | 4    |
| Exprimés      | Exprimés       | Exprimés          | 23 391       |              | 22 425      |             |      |

#### 5esecteur (7earrondissement)
|          | Édouard Frédéric-Dupont élu | RI (CDS, RPR)     | 16 365 | 60,08  | 4 |  |  |
|          | M. Gallet                   | FRP (PS, PCF)     | 4 626  | 16,98  |   |  |  |
|          | Mlle de Caunes              | Divers écologiste | 3 580  | 13,14  |   |  |  |
|          | M. Bizot                    | MDD               | 1 217  | 4,47   |   |  |  |
|          | Mme Arnoux                  | FN                | 735    | 2,70   |   |  |  |
|          | M. Marielle                 | Extrême gauche    | 546    | 2,00   |   |  |  |
|          | M. Aimard                   | Divers            | 168    | 0,62   |   |  |  |
|          |                             |                   |        |        |   |  |  |
| Inscrits | Inscrits                    | Inscrits          | 43 706 | 100,00 | 4 |  |  |
| Exprimés | Exprimés                    | Exprimés          | 27 237 |        |   |  |  |

#### 6esecteur (8earrondissement)
| Tête de liste | Tête de liste                 | Liste             | Premier tour | Premier tour | Second tour | Second tour | Élus |
| Tête de liste | Tête de liste                 | Liste             | Voix         | %            | Voix        | %           | CP   |
| ------------- | ----------------------------- | ----------------- | ------------ | ------------ | ----------- | ----------- | ---- |
|               | Maurice Couve de Murville élu | RPR (CNIP)        | 7 411        | 39,16        | 12 297      | 97,82       | 4    |
|               | Philippe Tollu                | CDS (RI)          | 5 272        | 27,85        | 274         | 2,18        | 0    |
|               | M. Lesage                     | PS (PCF)          | 2 945        | 15,56        |             |             |      |
|               | Mlle Dorville                 | Divers écologiste | 1 887        | 9,97         |             |             |      |
|               | M. Bayvet                     | FN                | 462          | 2,44         |             |             |      |
|               | M. Millet                     | MDD               | 431          | 2,28         |             |             |      |
|               | M. Le Bris                    | Extrême gauche    | 256          | 1,35         |             |             |      |
|               | Mme Aubin                     | Divers            | 207          | 1,09         |             |             |      |
|               | M. Dubois                     | Divers            | 56           | 0,30         |             |             |      |
|               |                               |                   |              |              |             |             |      |
| Inscrits      | Inscrits                      | Inscrits          | 29 211       | 100,00       | 29 214      | 100,00      | 4    |
| Exprimés      | Exprimés                      | Exprimés          | 18 927       |              | 12 571      |             |      |

#### 7esecteur (9earrondissement)
| Tête de liste | Tête de liste          | Liste             | Premier tour | Premier tour | Second tour | Second tour | Élus |
| Tête de liste | Tête de liste          | Liste             | Voix         | %            | Voix        | %           | CP   |
| ------------- | ---------------------- | ----------------- | ------------ | ------------ | ----------- | ----------- | ---- |
|               | Gabriel Kaspereit élu  | RPR (PRV)         | 9 510        | 38,86        | 15 218      | 61,80       | 4    |
|               | Stéphan Reggiani       | PS (PCF)          | 6 447        | 26,35        | 9 408       | 38,20       | 0    |
|               | Xavier de La Fournière | RI (CDS)          | 4 211        | 17,21        |             |             |      |
|               | Mlle Rouxel            | Divers écologiste | 1 592        | 6,51         |             |             |      |
|               | M. Corteggiani         | Divers            | 972          | 3,97         |             |             |      |
|               | Mlle Cauquil           | Extrême gauche    | 643          | 2,63         |             |             |      |
|               | M. Habib               | Divers droite     | 585          | 2,39         |             |             |      |
|               | M. Silve               | FN                | 439          | 1,79         |             |             |      |
|               | M. Peres               | Divers            | 71           | 0,29         |             |             |      |
|               |                        |                   |              |              |             |             |      |
| Inscrits      | Inscrits               | Inscrits          | 38 658       | 100,00       | 38 858      | 100,00      | 4    |
| Exprimés      | Exprimés               | Exprimés          | 24 470       |              | 24 626      |             |      |

#### 8esecteur (10earrondissement)
| Tête de liste | Tête de liste            | Liste              | Premier tour | Premier tour | Second tour | Second tour | Élus |
| Tête de liste | Tête de liste            | Liste              | Voix         | %            | Voix        | %           | CP   |
| ------------- | ------------------------ | ------------------ | ------------ | ------------ | ----------- | ----------- | ---- |
|               | Alain Lhostis            | PCF (PS, MRG)      | 11 730       | 35,95        | 16 197      | 48,21       | 0    |
|               | Claude-Gérard Marcus élu | RPR                | 10 309       | 31,59        | 17 400      | 51,79       | 4    |
|               | M. Villeneuve            | Divers droite (RI) | 5 349        | 16,39        |             |             |      |
|               | Amy Ben Dahan            | Divers écologiste  | 2 561        | 7,85         |             |             |      |
|               | M. Prager                | Extrême gauche     | 1 013        | 3,10         |             |             |      |
|               | M. Kohler                | FN                 | 711          | 2,18         |             |             |      |
|               | Mme Temple               | MDD                | 645          | 1,98         |             |             |      |
|               | M. Simakis               | Divers             | 208          | 0,64         |             |             |      |
|               | M. Cornu                 | Divers             | 107          | 0,33         |             |             |      |
|               |                          |                    |              |              |             |             |      |
| Inscrits      | Inscrits                 | Inscrits           | 50 968       | 100,00       | 50 968      | 100,00      | 4    |
| Exprimés      | Exprimés                 | Exprimés           | 32 633       |              | 33 597      |             |      |

#### 9esecteur (11earrondissement)
| Tête de liste | Tête de liste         | Liste                   | Premier tour | Premier tour | Second tour | Second tour | Élus |
| Tête de liste | Tête de liste         | Liste                   | Voix         | %            | Voix        | %           | CP   |
| ------------- | --------------------- | ----------------------- | ------------ | ------------ | ----------- | ----------- | ---- |
|               | Maurice Berlemont élu | PCF (PS)                | 22 848       | 41,96        | 29 910      | 53,33       | 7    |
|               | André Fanton          | RPR                     | 13 649       | 25,06        | 26 172      | 46,67       | 0    |
|               | M. Rabes              | Divers droite (CDS, RI) | 8 989        | 16,51        |             |             |      |
|               | M. Broquet            | Divers écologiste       | 4 998        | 9,18         |             |             |      |
|               | M. Thoraval           | Extrême gauche          | 1 705        | 3,13         |             |             |      |
|               | M. Bousquet           | FN                      | 1 137        | 2,09         |             |             |      |
|               | M. Perinetti          | MDD                     | 1 130        | 2,08         |             |             |      |
|               |                       |                         |              |              |             |             |      |
| Inscrits      | Inscrits              | Inscrits                | 81 339       | 100,00       | 81 339      | 100,00      | 7    |
| Exprimés      | Exprimés              | Exprimés                | 54 456       |              | 56 082      |             |      |

#### 10esecteur (12earrondissement)
| Tête de liste | Tête de liste      | Liste              | Premier tour | Premier tour | Second tour | Second tour | Élus |
| Tête de liste | Tête de liste      | Liste              | Voix         | %            | Voix        | %           | CP   |
| ------------- | ------------------ | ------------------ | ------------ | ------------ | ----------- | ----------- | ---- |
|               | M. Bouis           | PS (PCF)           | 19 831       | 34,50        | 28 172      | 48,19       | 0    |
|               | André Planchet élu | app. RPR (CDS, RI) | 13 973       | 24,31        | 30 290      | 51,81       | 6    |
|               | Charles Magaud     | RPR                | 13 596       | 23,65        |             |             |      |
|               | M. Sockeel         | Divers écologiste  | 5 824        | 10,13        |             |             |      |
|               | Mlle Golum         | Extrême gauche     | 1 969        | 3,43         |             |             |      |
|               | M. Rochet          | MDD                | 1 299        | 2,26         |             |             |      |
|               | M. Chausse         | FN                 | 991          | 1,72         |             |             |      |
|               |                    |                    |              |              |             |             |      |
| Inscrits      | Inscrits           | Inscrits           | 83 730       | 100,00       | 83 731      | 100,00      | 6    |
| Exprimés      | Exprimés           | Exprimés           | 57 483       |              | 58 462      |             |      |

#### 11esecteur (13earrondissement)
| Tête de liste | Tête de liste     | Liste             | Premier tour | Premier tour | Second tour | Second tour | Élus |
| Tête de liste | Tête de liste     | Liste             | Voix         | %            | Voix        | %           | CP   |
| ------------- | ----------------- | ----------------- | ------------ | ------------ | ----------- | ----------- | ---- |
|               | André Voguet élu  | PCF (PS)          | 26 275       | 42,74        | 35 476      | 57,03       | 7    |
|               | Claude Avisse     | RPR (CNI)         | 13 530       | 22,01        | 26 725      | 42,97       | 0    |
|               | M. Dubail         | RI                | 9 641        | 15,68        |             |             |      |
|               | Mme Bardin        | Divers écologiste | 7 170        | 11,66        |             |             |      |
|               | M. Eitenschenck   | Extrême gauche    | 2 284        | 3,72         |             |             |      |
|               | M. Tremblau       | MDD               | 1 420        | 2,31         |             |             |      |
|               | Mme Fanucchi      | FN                | 935          | 1,52         |             |             |      |
|               | Bertrand Renouvin | Divers            | 224          | 0,36         |             |             |      |
|               |                   |                   |              |              |             |             |      |
| Inscrits      | Inscrits          | Inscrits          | 88 715       | 100,00       | 88 709      | 100,00      | 7    |
| Exprimés      | Exprimés          | Exprimés          | 61 479       |              | 62 201      |             |      |

#### 12esecteur (14earrondissement)
| Tête de liste | Tête de liste              | Liste             | Premier tour | Premier tour | Second tour | Second tour | Élus |
| Tête de liste | Tête de liste              | Liste             | Voix         | %            | Voix        | %           | CP   |
| ------------- | -------------------------- | ----------------- | ------------ | ------------ | ----------- | ----------- | ---- |
|               | Bernard Parmantier         | PS (MRG, PSU)     | 19 130       | 41,80        | 28 279      | 49,08       | 0    |
|               | Christian de La Malène élu | RPR               | 15 414       | 33,68        | 29 337      | 50,92       | 7    |
|               | Jean-Claude Colli          | PRV (CDS, RI)     | 11 226       | 24,53        |             |             |      |
|               | M. Ceriolo                 | Divers écologiste | 6 002        | 10,74        |             |             |      |
|               | M. Stambouli               | Extrême gauche    | 2 027        | 3,63         |             |             |      |
|               | M. Charon                  | MDD               | 1 137        | 2,03         |             |             |      |
|               | Yves de Coatgoureden       | FN                | 759          | 1,36         |             |             |      |
|               | M. Fabre de Rienegre       | Divers            | 184          | 0,33         |             |             |      |
|               |                            |                   |              |              |             |             |      |
| Inscrits      | Inscrits                   | Inscrits          | 83 793       | 100,00       | 83 765      | 100,00      | 7    |
| Exprimés      | Exprimés                   | Exprimés          | 55 879       |              | 57 616      |             |      |

#### 13esecteur (15earrondissement)
| Tête de liste | Tête de liste               | Liste             | Premier tour | Premier tour | Second tour | Second tour | Élus |
| Tête de liste | Tête de liste               | Liste             | Voix         | %            | Voix        | %           | CP   |
| ------------- | --------------------------- | ----------------- | ------------ | ------------ | ----------- | ----------- | ---- |
|               | Nicole de Hauteclocque élue | RPR               | 27 724       | 30,46        | 51 072      | 57,38       | 11   |
|               | André-Marie Rocque          | PS (MRG, PCF)     | 26 026       | 28,59        | 37 930      | 42,62       | 0    |
|               | Françoise Giroud            | PRV (CDS, RI)     | 21 274       | 23,37        |             |             |      |
|               | Laure Schneiter             | Divers écologiste | 9 461        | 10,39        |             |             |      |
|               | Mlle Poncet                 | Extrême gauche    | 2 523        | 2,77         |             |             |      |
|               | René Galy-Dejean            | MDD               | 2 320        | 2,55         |             |             |      |
|               | Jean-Marie Le Pen           | FN                | 1 703        | 1,87         |             |             |      |
|               |                             |                   |              |              |             |             |      |
| Inscrits      | Inscrits                    | Inscrits          | 132 958      | 100,00       | 132 465     | 100,00      | 11   |
| Exprimés      | Exprimés                    | Exprimés          | 91 031       |              | 89 002      |             |      |

#### 14esecteur (16earrondissement)
| Tête de liste | Tête de liste     | Liste             | Premier tour | Premier tour | Second tour | Second tour | Élus |
| Tête de liste | Tête de liste     | Liste             | Voix         | %            | Voix        | %           | CP   |
| ------------- | ----------------- | ----------------- | ------------ | ------------ | ----------- | ----------- | ---- |
|               | Pierre Lepine élu | CDS (RI)          | 25 968       | 36,30        | 45 748      | 100,00      | 9    |
|               | M. Frezal         | RPR               | 23 987       | 33,54        | Retrait     | Retrait     | 0    |
|               | M. Lempereur      | MRG (PS, PRG)     | 9 440        | 13,20        |             |             |      |
|               | M. Laporte        | Divers écologiste | 7 674        | 10,73        |             |             |      |
|               | M. Valensi        | MDD               | 1 965        | 2,75         |             |             |      |
|               | M. Renault        | FN                | 1 476        | 2,06         |             |             |      |
|               | M. Palacio        | Extrême gauche    | 1 018        | 1,42         |             |             |      |
|               |                   |                   |              |              |             |             |      |
| Inscrits      | Inscrits          | Inscrits          | 105 337      | 100,00       | 103 513     | 100,00      | 11   |
| Exprimés      | Exprimés          | Exprimés          | 71 528       |              | 45 748      |             |      |

#### 15esecteur (17earrondissement)
| Tête de liste | Tête de liste       | Liste             | Premier tour | Premier tour | Second tour | Second tour | Élus |
| Tête de liste | Tête de liste       | Liste             | Voix         | %            | Voix        | %           | CP   |
| ------------- | ------------------- | ----------------- | ------------ | ------------ | ----------- | ----------- | ---- |
|               | Philippe Lafay élu  | RPR               | 26 843       | 38,02        | 44 610      | 65,34       | 9    |
|               | Colette Kahn        | PS (PCF)          | 16 411       | 23,25        | 23 661      | 34,66       | 0    |
|               | M. Garson           | CDS (RI, PRV)     | 15 786       | 22,36        |             |             |      |
|               | M. Guillemain       | Divers écologiste | 6 760        | 9,58         |             |             |      |
|               | Théodore Topolanski | Extrême gauche    | 1 979        | 2,80         |             |             |      |
|               | Mme Paulvet         | MDD               | 1 574        | 2,23         |             |             |      |
|               | Myriam Baeckeroot   | FN                | 1 244        | 1,76         |             |             |      |
|               |                     |                   |              |              |             |             |      |
| Inscrits      | Inscrits            | Inscrits          | 104 920      | 100,00       | 104 920     | 100,00      | 8    |
| Exprimés      | Exprimés            | Exprimés          | 70 597       |              | 68 271      |             |      |

#### 16esecteur (18earrondissement)
| Tête de liste | Tête de liste     | Liste             | Premier tour | Premier tour | Second tour | Second tour | Élus |
| Tête de liste | Tête de liste     | Liste             | Voix         | %            | Voix        | %           | CP   |
| ------------- | ----------------- | ----------------- | ------------ | ------------ | ----------- | ----------- | ---- |
|               | Louis Baillot élu | PCF (PS, MRG)     | 30 248       | 40,27        | 41 093      | 52,45       | 9    |
|               | Roger Chinaud     | RI (CDS)          | 20 728       | 27,60        | 37 254      | 47,55       | 0    |
|               | Joël Le Tac       | RPR (CNIP)        | 13 135       | 17,49        |             |             |      |
|               | Mme Gautrat       | Divers écologiste | 6 084        | 8,10         |             |             |      |
|               | M. Vrain          | Extrême gauche    | 2 243        | 2,99         |             |             |      |
|               | Mlle Frenot       | MDD               | 1 186        | 1,58         |             |             |      |
|               | M. Cabanas        | FN                | 1 482        | 1,97         |             |             |      |
|               | M. Livrozet       | Divers            | 7            | 0,01         |             |             |      |
|               |                   |                   |              |              |             |             |      |
| Inscrits      | Inscrits          | Inscrits          | 112 199      | 100,00       | 112 199     | 100,00      | 9    |
| Exprimés      | Exprimés          | Exprimés          | 75 113       |              | 78 347      |             |      |

#### 17esecteur (19earrondissement)
| Tête de liste | Tête de liste     | Liste                   | Premier tour | Premier tour | Second tour | Second tour | Élus |
| Tête de liste | Tête de liste     | Liste                   | Voix         | %            | Voix        | %           | CP   |
| ------------- | ----------------- | ----------------------- | ------------ | ------------ | ----------- | ----------- | ---- |
|               | Henri Fiszbin élu | PCF (PS, MRG)           | 21 368       | 44,15        | 28 386      | 58,05       | 6    |
|               | Annick Bouchara   | Divers droite (RI, CDS) | 9 360        | 19,34        | 20 512      | 41,95       | 0    |
|               | M. Aillaud        | RPR                     | 8 434        | 17,42        |             |             |      |
|               | Mme Arnoux        | Divers écologiste       | 4 389        | 9,07         |             |             |      |
|               | Mme Vergliante    | Extrême gauche          | 1 716        | 3,55         |             |             |      |
|               | M. Laraize        | MDD                     | 1 366        | 2,82         |             |             |      |
|               | M. Pauty          | FN                      | 1 018        | 2,10         |             |             |      |
|               | Mme Guillerm      | Divers écologiste       | 578          | 1,19         |             |             |      |
|               | M. Betbeze        | Divers                  | 165          | 0,34         |             |             |      |
|               | M. Puderbeutel    | Divers écologiste       | 8            | 0,02         |             |             |      |
|               |                   |                         |              |              |             |             |      |
| Inscrits      | Inscrits          | Inscrits                | 72 694       | 100,00       | 72 738      | 100,00      | 6    |
| Exprimés      | Exprimés          | Exprimés                | 48 402       |              | 48 898      |             |      |

#### 18esecteur (20earrondissement)
| Tête de liste | Tête de liste     | Liste             | Premier tour | Premier tour | Second tour | Second tour | Élus |
| Tête de liste | Tête de liste     | Liste             | Voix         | %            | Voix        | %           | CP   |
| ------------- | ----------------- | ----------------- | ------------ | ------------ | ----------- | ----------- | ---- |
|               | Henri Meillat élu | PCF (PS)          | 26 715       | 43,14        | 36 058      | 57,20       | 7    |
|               | Claude Gourbeyre  | RI (CDS)          | 13 382       | 21,61        | 26 981      | 42,80       | 0    |
|               | M. Herbulot       | RPR               | 10 642       | 17,19        |             |             |      |
|               | Mme Fernanday     | Divers écologiste | 6 104        | 9,86         |             |             |      |
|               | M. Benmammar      | Extrême gauche    | 2 102        | 3,39         |             |             |      |
|               | M. Bolze          | MDD               | 1 578        | 2,55         |             |             |      |
|               | M. Lefort         | FN                | 1 264        | 2,04         |             |             |      |
|               | M. Assouline      | Divers            | 139          | 0,22         |             |             |      |
|               |                   |                   |              |              |             |             |      |
| Inscrits      | Inscrits          | Inscrits          | 94 856       | 100,00       | 94 856      | 100,00      | 7    |
| Exprimés      | Exprimés          | Exprimés          | 61 926       |              | 63 039      |             |      |